# Dolgi Laz
Dolgi Laz je naselje v Občini Tolmin.